# Pileus

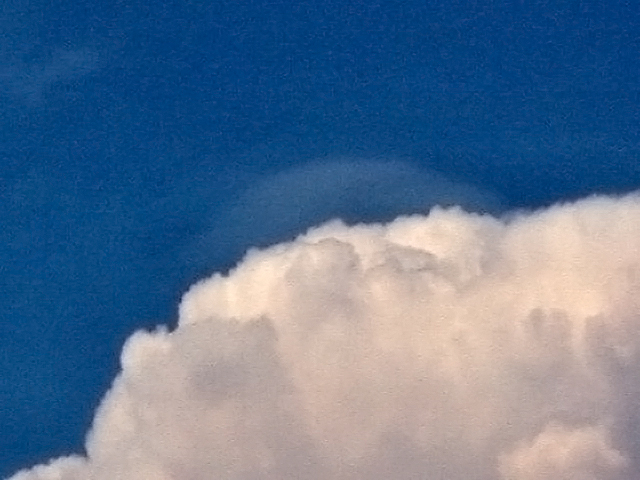
Cumulonimbus con pileus.

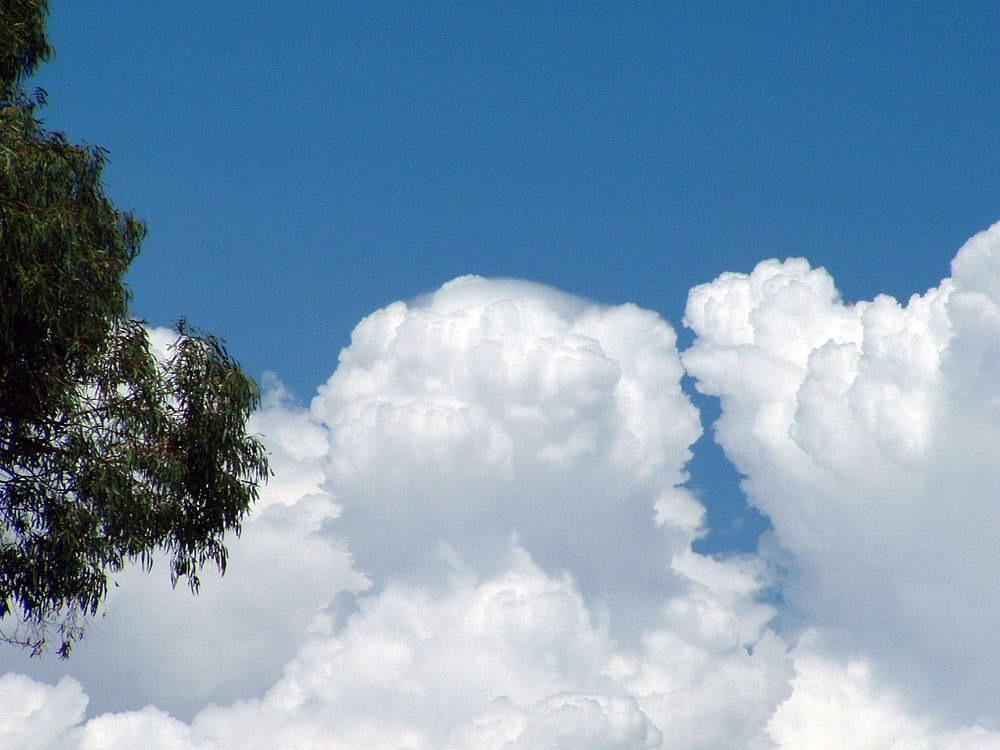
Pileus en un cumulonimbo.

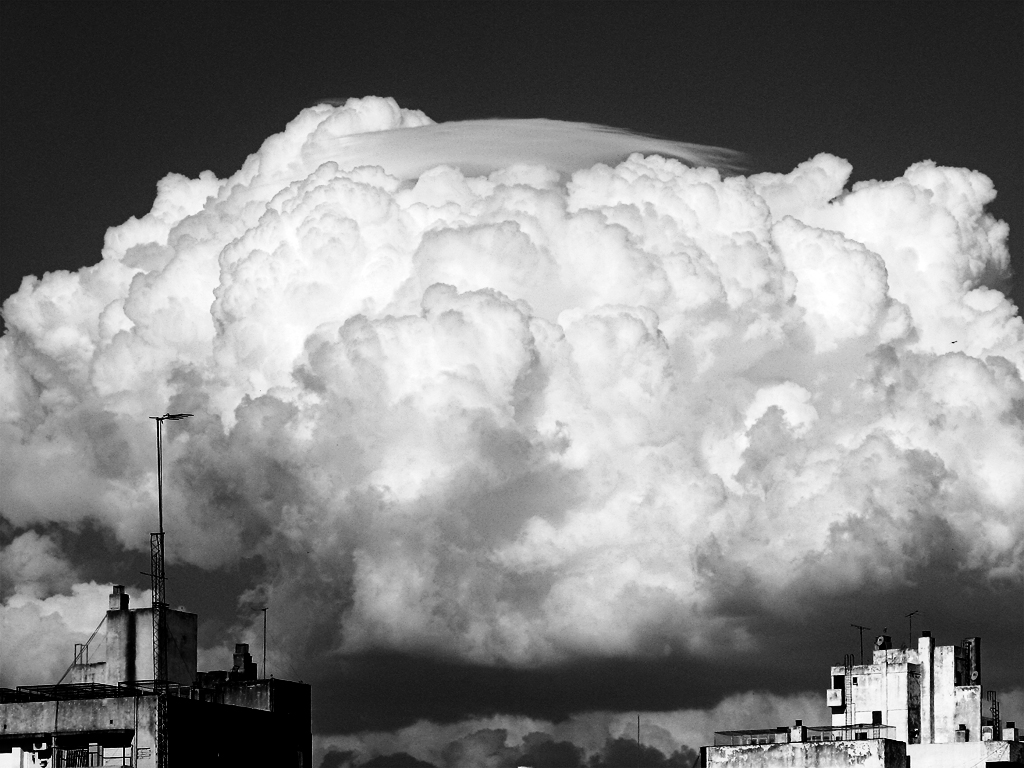
Pileus sobre un cúmulo.

Un píleo o pileus (del latín ‘copa’) es una nube pequeña y horizontal que puede aparecer encima de un cúmulo o de un cumulonimbo, dando la característica de la apariencia de una gorra o copa. Los pileos (en inglés, por el plural de latín, pilei) tienden a cambiar de forma rápidamente. 

## Formación
Se forman por corrientes ascendentes fuertes con aire húmedo de bajas altitudes, causando que el aire se enfríe por debajo de su punto de rocío. Son usualmente indicadores de condiciones climatológicas extremas, y estas pilei encontradas en el tope de nubes cúmulo suelen transformarse en cumulonimbos, como una indicación de corrientes ascendentes fuertes dentro de la nube.

## Características
Las nubes que adjuntan pileus frecuentemente agregan el sufijo «pileus» o «con pileus». Por ejemplo, un cúmulonimbo con una pileus agregada, puede llamarse «cumulonimbos con pileus».
Y también se pueden definir a los pileus como nubes lenticulares similares a las que se forman sobre algunas montañas o cordilleras (nubes orográficas) aunque suelen formarse sobre nubes de desarrollo vertical, haciendo en este caso estas nubes de desarrollo vertical el papel de los relieves montañosos.

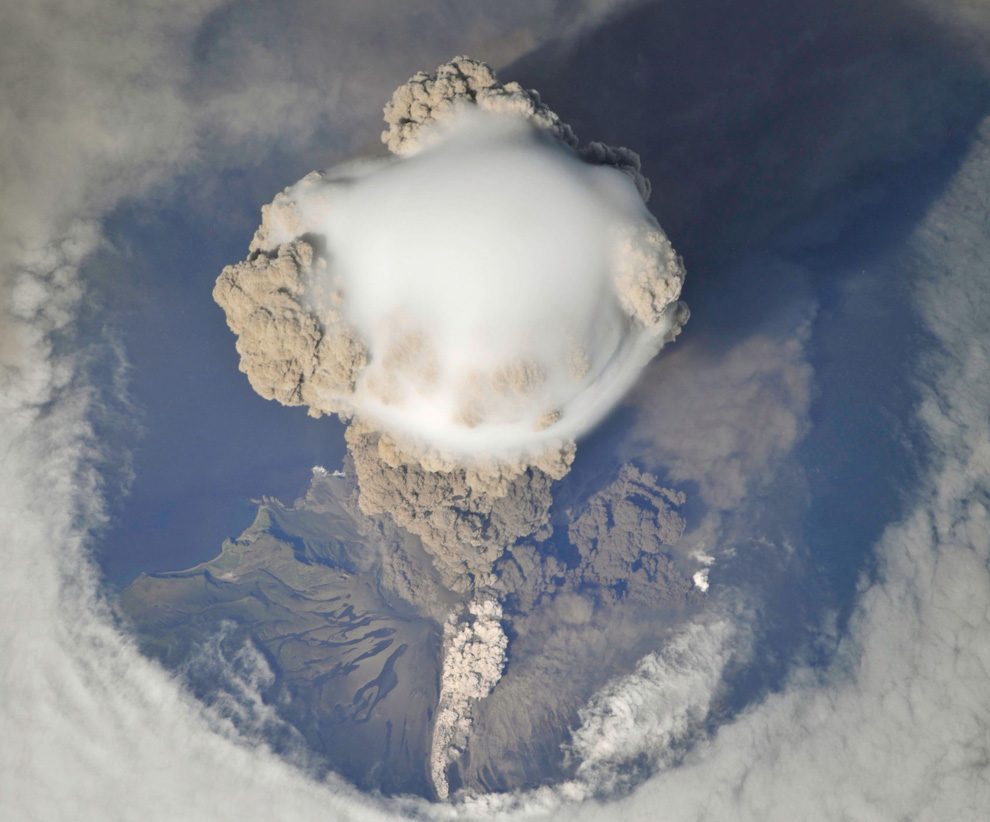
Pileus formándose sobre la nube de cenizas de una erupción del volcán Sarychev Peak